# سرریز داده‌ها

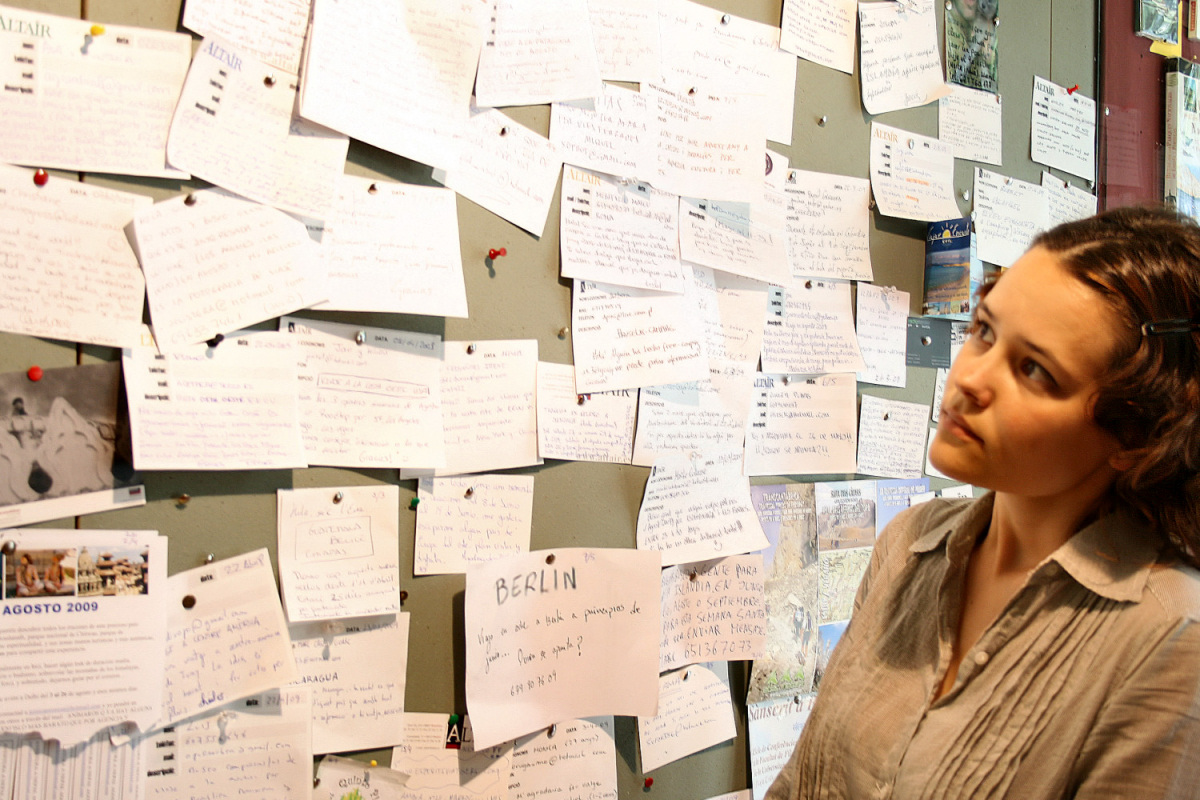
سرریز داده‌ها و سردرگمی حاصل از آن!

اضافه‌بار اطلاعاتی یا سرریز اطّلاعات (به انگلیسی: Information overload) اصطلاحی فنّی برای اشاره به حالتی است که در آن شخص در اثر مواجهه (بمباران شدن) با حجم بیش از حدّی از اطّلاعات دسته‌بندی نشده نسبت به زمانی که در اختیار دارد یا قصد دارد صرف نماید، دچار سردرگمی می‌شود و در ناتوانی از تصمیم‌گیری میان دانستن و برخورداری از همه یا بخشی از آن معلومات و داده‌ها، یا صرف‌نظر از همه یا بخشی از آن‌ها دست و پا زده و دچار نوعی سرسام و بی تصمیمی می‌شود.
فراوانی اطلاعات و عدم نظم منطقی آن، می‌تواند ترس و دلهره ای را سبب شود که به آن اضطراب اطلاعاتی (Information Anxiety) می‌گویند.
بر اساس پژوهش‌های صورت گرفته، سرریز داده‌ها می‌تواند از جمله موارد دخیل در اعتیاد به شبکه اینترنت باشد.

## اضطراب اطلاع‌یابی
اضطراب اطلاع یابی عبارت است از «ترس و اضطراب هنگام جستجوی اطلاعات در کتابخانه یا سامانه اطلاعاتی، هنگام آماده شدن جهت جستجو یا حتی هنگام تفکر دربارهٔ جستجوی اطلاعات».
کولتائو از نخستین نظریه پردازانی است که مفهوم اضطراب در فرایند جستجوی اطلاعات را مطرح کرده‌است. بر اساس مدل او کاربر در فرایند اطلاع یابی شش مرحله شامل شروع، گزینش، پیگردی، فرمول بندی، جمع‌آوری و ارایه را پشت سر گذاشته و در هر یک از این مراحل، با توجه به افکاری که دربارهٔ فرایند دارد و کنش‌هایی که انجام می‌دهد، ممکن است احساسات منفی مختلفی مانند شک و تردید، گیج‌شدگی، عدم قطعیت، سردرگمی، آشفتگی، سرخوردگی، ناامیدی و … را تجربه کند که باعث ایجاد اضطراب در وی می‌گردد. کولتائو از این احساس اضطراب به عنوان اضطراب اطلاع یابی نام می‌برد.